# Аспровалтска станция
Аспровалтската станция (на гръцки: Σταθμός Ασπροβάλτας) е археологически обект, укрепление в градчето Аспровалта, Гърция.

## Местоположение
Руините на укреплението са разположени в североизточната махала на Аспровалта Куледес (тоест Кули), на склон в подножието на Орсовата планина (Кердилио), близо до северозападния плаж на Струмския залив. Развалините са веднага южно от магистралата Егнатия Одос на километър 401. Наричани са и Долна кула, за д се различават от крепостта Горна кула на 500 m над нея.

## История
Развалините са вероятно от станция на античния път Виа Егнация. Предполага се, че е станцията за смяна на коне (mutatio) Пенана (Pennana), но тази идентификация не е абсолютно сигурна. Станцията Пенана се споменава в Бурдигалския пътеводител (Itinerarium Burdigalense) на анонимен поклонник от Бордо до Светите земи през 334 – 335 година. Пътеводителят я поставя на 10 мили западно от Амфиполис, което горе-долу отговаря на местоположенето на развалините. Формата на укреплението и датирането на строителството фази също говорят в полза на това, че развалините са от станция на Виа Егнация. Станция Пенана не е отбелязана в Пойтингеровата карта (Tabula Peutingeriana), копие на средновековна карта от IV – V век. Самото име Pennana е поставяно от учени под въпрос, тъй като то не съществува никъде другаде. В документа от 1083 година на доместика на Запада Григорий Бакуриани на основания от него манастир „Света Богородица Петричка“ сред имотите на манастира се споменава и мястото за нощувка Свети Николай близо до село Прилонгион (Πριλόγγιον) в катепаната Стефаниана. Съществува сериозна вероятност това място за нощувка да е било на мястото на развалините.
Използването на станцията трябва да е продължило през целия средновизантийски период и вероятно се е разширило без много промени дори по-късно, до османско време.

## Описание
Станцията е построена вътре в кривата, образувана от малката река Каледес (Куледес), чието корито е само на 200 m. По този начин реката е имала ролята на защитен ров, покриващ северната и западната страна, докато на 100 m северозападно от станцията се извисява планината. От тази точка е лесно да се контролира цялата ниско разположена крайбрежна ивица, простираща се на запад до реката Рендина. На изток крепостта контролира преминаването през малкия проход Ташли, образуван между Орсовата планина и морето. В османско време тук е имало жандармерийска станция (Каракол).
Площта на крепостта е 1174 m2. Дължината на периметъра е 116 m. Формата му е почти правоъгълна – страните са с дължина 18 m, 38 m, 20 m и 40 m. Права е само североизточната страна. Източната страна има голям ъгъл, така че не формата може да се опише и като петоъгълна. На стените има 4 кръгли кули. Входът е приблизително в средата на югозападната страна. Вътре от северната и южната страна има две тухлени стълби. Запазената височина достига приблизително 4 m, докато дебелината на стената варира и достига до 1,70 m. Първоначалната височина на стената не е известна, тъй като никоя част от нея не е запазена напълно непокътната, но трябва да е била много по-висока от 4 m.
Зидарията се състои от кирпич със силен бял хоросан, спорадично използване на тухли и зона с три реда тухли отстрани, където са разположени стълбите. При градежа на стената на няколко места е използван по-стар строителен материал от големи тухли. Също така трябва да се отбележи, че в зидарията от двете му страни има зона от плочки. Руините на станцията не принадлежат към една и съща епоха. Така северната и южната стена с лентите от плочки в зидарията им вероятно датират в края на IV век, докато другите две страни източната и западната са по-стари конструкции, вероятно от късния римски период и вероятно преди 333 година, годината, в която е написан Itinerarium Burdigalense.
В близост до южната скала на заграждението е разкрита цистерна с размери 5,40 m × 3,60 m и дебелина на стените 0,50 m. Между цистерната и югозападния ъгъл на заграждението е открит твърд под от бял хоросан.
Отдавна се знае, че на мястото има останки от византийска стена, но чак след пожар в 1992 година е разкрито, че развалините покриват неочаквано голяма площ. В 1973 година паметникът претърпява сериозни щети, когато по време на изкопни работи част от стената е съборена от булдозер.